# Cynthia Watros
Cynthia Michele Watros, född 2 september 1968 i Lake Orion nära Detroit, Michigan, är en amerikansk skådespelare. Hon är bland annat känd för sin roll som Libby i tv-serien Lost.

## Filmer
- 1995 - Cafe Society som Diana Harris
- 1997 - His And Hers som Pam
- 2000 - Mercy Streets som Sam
- 2001 - Yellow Bird som Alma Tutwiler
- 2002 - P.S. Your Cat Is Dead som Kate
- 2005 - American Crude som Jane
- 2005 - Just Pray som Perry Ann Lewis
- 2006 - My Ex Life

## Tv-serier
- 1994 - 1998 - The Guiding Light som Annie Dutton Banks
- 2000 - 2002 - Titus som Erin Fitzpatrick
- 2002 - 2004 - The Drew Carey Show som Kellie Newmark
- 2005 - Lost som Libby

## Internet-serier
- 2012 - Video Game Highschool